# Храм Тихвинской иконы Божией Матери на Хавской улице
Церковь Тихвинской иконы Божией Матери на Хавской улице — вновь действующий с 19 апреля 2025 года старообрядческий православный храм в Даниловском районе Москвы, построенный в 1911—1912 годах старообрядческой общиной.

## История общины
Исторически местность у Хавской улицы была местом проживания старообрядцев. В XIX веке в доме Михайлова находилась моленная, в которой в 1898 году был возведён на кафедру архиепископ Московский и всея Руси Иоанн (Картушин). В августе 1909 года в Московское Губернское Правление общество старообрядцев, приемлющих священство Белокриницкой иерархии (ныне РПСЦ) из прихода моленной Михайловых обратилось с просьбой о разрешении учредить в Москве старообрядческую общину с присвоением ей наименования «Тихвинская старообрядческая община». Строительство храма началось в 1911 году по проекту архитектора Н. Г. Мартьянова. Храм освящён в честь Тихвинской иконы Божией Матери.

## Храм в советское и постсоветское время
В 1917 году храм передан Тихвинской общине «в вечное и безвозмездное пользование». В 1922 в храме году изъяты ценности (ризы, кресты, богослужебные сосуды). В 1923 в общине официально зарегистрировано 60 человек. При храме работает духовное училище.
В 1924 году Моссовет рассматривает просьбы рабочих Даниловской пуговичной фабрики с просьбой о закрытии церкви и передаче её здания под столовую и завода буровых инструментов «Арматреста» с просьбой закрытия церкви с организацией в ней красного уголка завода. В 1933 год храм закрыт. В 1967 году в здании храма склад скобяных изделий
В 1980-е годы в здании храма столовая, в середине 1990-х гг. здание приватизировано и продано Москомимуществом коммерческой организации под ресторан «Ладья». Во внутреннем дворике храма располагался мангал для подачи шашлыков.
В 2003 году храм купил «православный бизнесмен» Константин Викторович Ахапкин. Новый владелец категорически отказался передавать здание историческим владельцам и начал реставрацию с целью передачи храма Русской Православной Церкви Московского Патриархата. Планировалось открыть в здании музей Николая II. Однако, РПЦ отказалась принимать храм после встречи Митрополита Московского и Всея Руси РПСЦ Андриана (+ 2004) с главой ОВЦС МП митрополитом Кириллом. Ситуация превратилась в патовую. Конфликт вокруг церкви освещался средствами массовой информации.

## Передача РПСЦ
Со временем между Константином Ахапкиным и представителями старообрядчества сложились добрые отношения, и представителям РПСЦ была предоставлена возможность совершать молебны в стенах отреставрированного храма. В итоге К. В. Ахапкин по собственной инициативе передал восстановленный им храм в дар РПСЦ. 24 марта 2025 был подписан договор о передаче здания в собственность и переданы ключи. 30 марта состоялся молебен по случаю передачи храма. Первая литургия в восстановленном храме состоялась на Пасху, 20 апреля 2025 года. 22 июня 2025 года митрополит Корнилий (Титов) освятил в храм Тихвинской иконы Пресвятой Богородицы, ответив, что «Мы с вами присутствуем при историческом событии. Бог устрояет для нас это чудо человеческими руками. Будем и впредь благодарить и молиться за тех, кто причастен к восстановлению этого храма и его передаче». Митрополит Корнилий особо поблагодарил Константина Ахапкина «за участие в судьбе храма сего».